# Olaf Creutzburg
Olaf Creutzburg (* 1970 in Kirchheim unter Teck) ist ein deutscher Theaterschauspieler.

## Leben und Karriere
Seit 1992 wurde er an der „Berliner Schule für Bühnenkunst“ in Schauspiel, ausgebildet. Er arbeitete aber fast ausschließlich als Schauspieler an verschiedenen deutschsprachigen Bühnen wie z. B. Badische Landesbühne Bruchsal, Kinder und Jugendtheater Düsseldorf, Theater der Jungen Welt, Leipzig, Sächsische Landesbühnen Radebeul bei Dresden, Freiburger Stadttheater, Wallgrabentheater, Drei Länder Theater Basel, Theater Pan.Optikum und anderen. Seit 2000 arbeitete er als Mitarbeiter der Gruppe Historix-Tours in Freiburg und bei anderen Projekten im süddeutschen Raum, wobei er eigene Lesungen und Produktionen zeigt. Von 2010 bis 2013 leitete er die Freiburger Mundartgruppe e.V und andere Theatergruppen.

### Film und Fernsehen
Sein bisher bedeutendster Film bisher war 1997 Herzrasen im Auftrag des WDR unter der Regie von Hanno Brühl. Weitere Auftritte hatte er  in den Filmen Stadtklinik, Polizeiruf 110 Höllische Nachbarn, Wie würden Sie entscheiden?, Wolffs Revier und anderen.
Seit 2007 spielt er in der Fernsehserie Die Fallers gelegentlich die Rolle des Feuerwehrmanns Jürgen Winterhalder.